# Onderscheiding van het Belgische Rode Kruis
De Onderscheiding van het Belgische Rode Kruis van het Belgische Rode Kruis was een Belgische onderscheiding.
In de Eerste Wereldoorlog hielpen ook Belgische vrijwilligers als arts, verpleger of ziekendrager aan en achter het front. Het Belgische Rode Kruis stichtte al eerder een "Croix des Volontaires Internationaux de la Croix Rouge". Al wat in die dagen officieel was werd in het Frans aangeduid. Daar was in 1880 de Onderscheiding van het Belgische Rode Kruis bijgekomen.
Het rood geëmailleerde kruis met rondingen op de armen is opgehangen aan een beugelkroon en werd op de linkerborst gedragen aan een twee vingers breed wit lint.
De Ie Klasse was een verguld zilveren kruis met een vergulde zilveren beugelkroon en werd aan een lint met een brede rode middenstreep gedragen.
De IIe Klasse was een zilveren kruis met een vergulde zilveren beugelkroon en werd aan een lint met een brede rode middenstreep gedragen.
De IIe Klasse droeg men volgens het voorschrift aan een lint met twee smalle rode middenstrepen. In de dagelijkse praktijk werden beide decoraties aan het lint van de Ie Klasse gedragen. In het centrale rode ovale medaillon is een rood geëmailleerd Kruis van Genève op een wit schild op de borst van een gouden of zilveren leeuw geplaatst. In de armen van het kruis is een gouden of zilveren eikenkrans gelegd. De keerzijde is leeg en biedt ruimte voor een inscriptie.
De beugelkroon duidt aan dat het Belgische Rode Kruis onder Koninklijke bescherming staat.
De onderscheiding werd in twee klassen uitgereikt. De 1e klasse was van verguld metaal, 2e klasse kreeg een zilverkleurige afwerking.